# Hubert Velud
Hubert Velud (Villefranche-sur-Saône, 8 giugno 1959) è un allenatore di calcio ed ex calciatore francese.

## Carriera
Come calciatore ha militato diversi anni nello Stade de Reims, prima di concludere la carriera nel C.O. Châlons, di cui era anche allenatore.
Ha poi guidato Gap, Paris Football Club, Gazélec Ajaccio, Clermont, Cherbourg, Creteil, Tolone e Beauvais.

## Palmarès

### Giocatore

#### Competizioni internazionali
- Coppa delle Alpi: 1

Stade Reims: 1977

### Allenatore

#### Competizioni nazionali
- Championnat National: 1

Clermont Foot: 2001-2002
- Campionato algerino: 1

ES Sétif: 2012-2013
- Coppa d'Algeria: 1

MC Alger: 2013-2014
- Supercoppa d'Algeria: 1

MC Alger: 2014

#### Competizioni internazionali
- Coppa della Confederazione CAF: 1

TP Mazembe: 2016
- Supercoppa CAF: 1

TP Mazembe: 2016